# Crémaillère du Faron
La crémaillère du Faron est un édifice situé sur la commune de Toulon, dans la Provence-Alpes-Côte d'Azur dans le Var.

## Histoire
La crémaillère se grave dans un ensemble d'ouvrages fortifiés destinés à protéger le massif d'une occupation venant du front oriental dont les pentes douces permettent une escalade facile depuis La Valette. Plusieurs projets furent engendrés entre la fin des années 1830 et 1868, celui existant fut réalisé entre 1868 et 1877. 
Le retranchement en totalité : fossé, glacis, casemates de flanquement, positions d'artillerie et ouvrages connexes situés Colline du Faron, le magasin à poudre portant la date de 1881, situé Colline du Faron, sont inscrits au titre des monuments historiques par arrêté du 15 mars 2016.

## Description
Il se compose d'un fossé à crochets formant une barrière. Ce fossé est parsemé de positions d'artillerie destinées à compléter l'action défensive du fort Faron. Il est également rythmé de casemates qui assurent son flanquement en cas de tentative de franchissement.